# Straß im Attergau
Straß im Attergau osztrák község Felső-Ausztria Vöcklabrucki járásában. 2018 januárjában 1471 lakosa volt.

## Elhelyezkedése

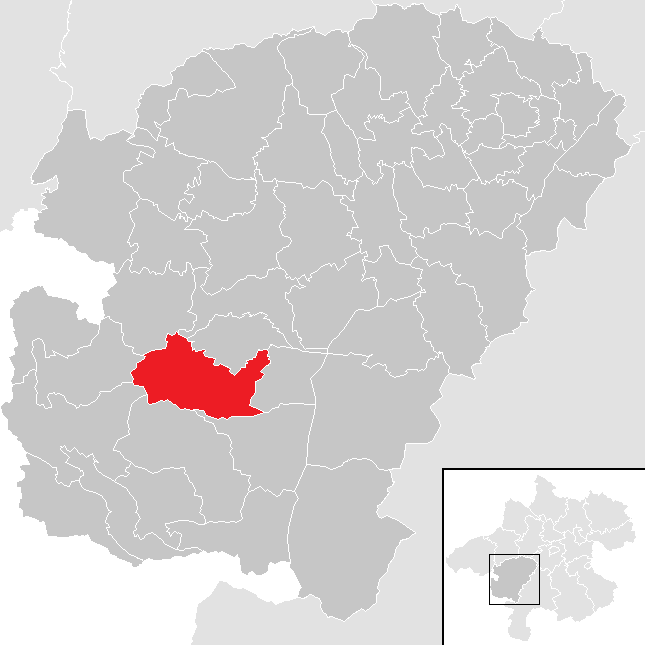
Straß im Attergau a Vöcklabrucki járásban

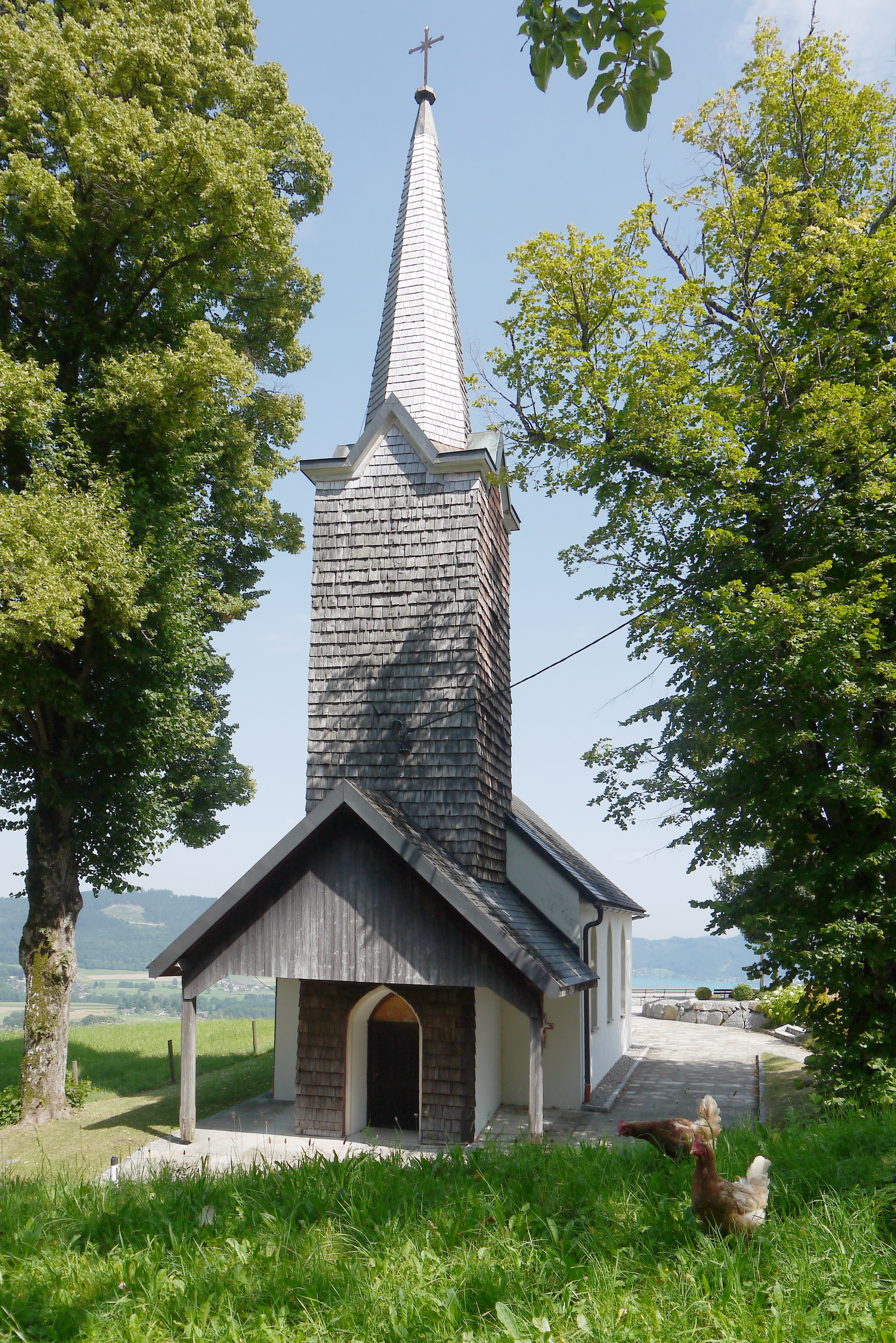
A kronbergi Mária-kápolna

Straß im Attergau Felső-Ausztria Hausruckviertel régiójában, a Salzkammergut tóvidékén helyezkedik el, az Atterseetől nyugatra. Legjelentősebb folyóvize a Dürre Ager. Területének 55,8%-a erdő, 38,3% áll mezőgazdasági művelés alatt. Az önkormányzat 18 településrészt és falut egyesít: Dachsenberg (56 lakos 2018-ban), Erlat (100), Fronbühel (141), Halt (65), Innerlohen (46), Kronberg (114), Leming (22), Lichtenberg (24), Mitterleiten (70), Oberleiten (40), Pabing (28), Powang (82), Sagerer (117), Seeblick (33), Stöttham (101), Straß im Attergau (131), Wald (51), Wildenhag (250). 
A környező önkormányzatok: északra Sankt Georgen im Attergau, keletre Attersee am Attersee, délkeletre Nußdorf am Attersee, délre Oberwang, délnyugatra Tiefgraben, nyugatra Zell am Moos, északnyugatra Weißenkirchen im Attergau.

## Története
A község eredetileg a Bajor Hercegség keleti határán helyezkedett el, a 12. században viszont átkerült Ausztriához. A középkorban Kogl várának uradalmához tartozott. 1490-ben, a hercegség felosztásakor az Enns fölötti Ausztria része lett. A napóleoni háborúk során több alkalommal megszállták. 
Straß 1848 óta önálló község. 
A köztársaság 1918-as megalakulásakor Felső-Ausztria tartományhoz sorolták. Miután Ausztria 1938-ban csatlakozott a Német Birodalomhoz, az Oberdonaui gau része lett; a második világháború után visszakerült Felső-Ausztriához. 

## Lakosság
A Straß im Attergau-i önkormányzat területén 2018 januárjában 1471 fő élt. A lakosságszám 1991-ben érte el csúcspontját 1556 fővel, azóta csökkenő tendenciát mutat. 2015-ben a helybeliek 91%-a volt osztrák állampolgár; a külföldiek közül 2,2% a régi (2004 előtti), 2,9% az új EU-tagállamokból érkezett. 1,9% a volt Jugoszlávia (Szlovénia és Horvátország nélkül) vagy Törökország, 2,1% egyéb országok polgára. 2001-ben a lakosok 87%-a római katolikusnak, 6,9% evangélikusnak, 3% mohamedánnak, 2,7% pedig felekezeten kívülinek vallotta magát. Ugyanekkor 4 magyar élt a községben. A legnagyobb nemzetiségi csoportot a német mellett (94,6%) a törökök alkották 1,5%-kal.

## Látnivalók
- a wildenhagi kastély
- a kronbergi Mária-kápolna
- a 32 m magas Attergau-kilátó

## Fordítás
- Ez a szócikk részben vagy egészben  a   Straß im Attergau című német Wikipédia-szócikk ezen változatának fordításán alapul.  Az eredeti cikk szerkesztőit annak laptörténete sorolja fel. Ez a jelzés csupán a megfogalmazás eredetét és a szerzői jogokat jelzi, nem szolgál a cikkben szereplő információk forrásmegjelöléseként.